# Campionatul European de Fotbal Sub-19
Campionatul European de Fotbal Sub-19 sau simplu Euro Sub 19 este o competiție anuală de fotbal pentru echipele naționale sub 19 ani. Este organizat de UEFA. România a organizat trei ediții ale CE sub 19 ani: cea din 1962, pe care a și câștigat-o, cea din 2011 și cea din 2025. 
Spania este cea mai de succes echipă din această competiție, câștigând douăsprezece titluri. Olanda este actuala campioană.

## Istoric și format
Competiția se desfășoară din 1948. Inițial a fost numită FIFA International Youth Tournament, până când a fost preluată de UEFA în 1956.
În 1980, a fost redecorat „Campionatul European UEFA Under-18”. Până la turneul 1997, jucătorii născuți la sau după 1 august în anul în care împlineau 19 ani erau eligibili să concureze. De la turneul 1998, data limită a fost mutată înapoi la 1 ianuarie. Campionatul și-a primit numele actual în 2001, care a fost folosit încă de la campionatul 2002. Competiția se desfășoară în fiecare an de la inaugurarea sa în 1948, cu excepția perioadei dintre 1984 și 1992, când s-a desfășurat doar o dată la doi ani.
Turneul a fost jucat într-o serie de formate diferite de-a lungul existenței sale. În prezent, constă din două etape, similare celorlalte competiții de campionat european ale UEFA. Etapa de calificare este deschisă tuturor membrilor UEFA, iar etapa finală este disputată între opt echipe.
În anii pari, cele mai bune echipe care au terminat se califică la Cupa Mondială U-20 FIFA care se desfășoară în următorul an (impar). În prezent, cinci echipe se pot califica la Cupa Mondială, constând din primele două ale grupelor lor plus câștigătorul unui meci de play-off între echipele de pe locul trei din fiecare grupă.

## Câștigătorii și rezultate
1. 1948–1954: Turneul FIFA de tineret - 7 Ediții
2. 1955–1980: Turneul UEFA de tineret - 24 de ediții (exclude 1955 și 1956)
3. 1981–2001: Campionatul European UEFA Under-18 - 17 ediții
4. Din 2002: Campionatul European UEFA Under-19 - 20 de ediții (exclude 2020 și 2021)

| Ediția                                        | An           | Gazda            | Finala | Finala | Finala | Locul 3 (1948–2002) Semifinaliștii (since 2003) | Locul 3 (1948–2002) Semifinaliștii (since 2003) | Locul 3 (1948–2002) Semifinaliștii (since 2003) |
| Ediția                                        | An           | Gazda            | Câștigătorii | Scorul | Finaliștii | Locul 3 | Scorul | Locul 4 |
| --------------------------------------------- | ------------ | ---------------- | --- | --- | --- | --- | --- | --- |
| 1948–1954: Turneul FIFA de tineret            |              |                  | | | | | | |
| 1                                             | 1948 detalii | England          | · Anglia | 3–2 | · Țările de Jos | · Belgia | 3–1 | · Italia |
| 2                                             | 1949 detalii | Netherlands      | · Franța | 4–1 | · Țările de Jos | · Belgia | 5–0 | Ireland |
| 3                                             | 1950 detalii | Austria          | · Austria | 3–2 | · Franța | · Țările de Jos | 6–0 | · Luxemburg |
| 4                                             | 1951 detalii | France           | · Iugoslavia | 3–2 | · Austria | · Belgia | 1–0 | · Irlanda de Nord |
| 5                                             | 1952 detalii | Spain            | · Spania | 0–0 d.p. Spania a câștigat datorită golaverajului | · Belgia | · Austria | 5–5 Austria a câștigat prin tragere la sorți | · Anglia |
| 6                                             | 1953 detalii | Belgium          | · Ungaria | 2–0 | · Iugoslavia | · Turcia | 3–2 | · Spania |
| 7                                             | 1954 detalii | West Germany     | · Spania | 2–2 d.p. Spania a câștigat datorită golaverajului | · Germania de Vest | · Argentina | 1–0 | · Turcia |
| 1955–1980: Turneul UEFA de tineret            |              |                  | | | | | | |
| -                                             | 1955 detalii | Italy            | S-au jucat doar meciuri din grupe și nu a fost declarat niciun câștigător. Cei 5 câștigători ai grupelor: România, Italia, Bulgaria, Ungaria,Cehoslovacia, | S-au jucat doar meciuri din grupe și nu a fost declarat niciun câștigător. Cei 5 câștigători ai grupelor: România, Italia, Bulgaria, Ungaria,Cehoslovacia, | S-au jucat doar meciuri din grupe și nu a fost declarat niciun câștigător. Cei 5 câștigători ai grupelor: România, Italia, Bulgaria, Ungaria,Cehoslovacia, | S-au jucat doar meciuri din grupe și nu a fost declarat niciun câștigător. Cei 5 câștigători ai grupelor: România, Italia, Bulgaria, Ungaria,Cehoslovacia, | S-au jucat doar meciuri din grupe și nu a fost declarat niciun câștigător. Cei 5 câștigători ai grupelor: România, Italia, Bulgaria, Ungaria,Cehoslovacia, | S-au jucat doar meciuri din grupe și nu a fost declarat niciun câștigător. Cei 5 câștigători ai grupelor: România, Italia, Bulgaria, Ungaria,Cehoslovacia, |
| -                                             | 1956 detalii | Hungary          | S-au jucat doar meciuri din grupe și nu a fost declarat niciun câștigător. Cei 4 câștigători ai grupelor: România, Italia, Ungaria, Cehoslovacia           | S-au jucat doar meciuri din grupe și nu a fost declarat niciun câștigător. Cei 4 câștigători ai grupelor: România, Italia, Ungaria, Cehoslovacia           | S-au jucat doar meciuri din grupe și nu a fost declarat niciun câștigător. Cei 4 câștigători ai grupelor: România, Italia, Ungaria, Cehoslovacia           | S-au jucat doar meciuri din grupe și nu a fost declarat niciun câștigător. Cei 4 câștigători ai grupelor: România, Italia, Ungaria, Cehoslovacia           | S-au jucat doar meciuri din grupe și nu a fost declarat niciun câștigător. Cei 4 câștigători ai grupelor: România, Italia, Ungaria, Cehoslovacia           | S-au jucat doar meciuri din grupe și nu a fost declarat niciun câștigător. Cei 4 câștigători ai grupelor: România, Italia, Ungaria, Cehoslovacia           |
| 8                                             | 1957 detalii | Spain            | · Austria | 3–2 | · Spania | · Franța & · Italia | 0–0 | Locul al treilea a fost împărțit |
| 9                                             | 1958 detalii | Luxembourg       | · Italia | 1–0 | · Anglia | · Franța | 3–0 | · România |
| 10                                            | 1959 detalii | Bulgaria         | Bulgaria | 1–0 | · Italia | · Ungaria | 6–1 | · Germania de Est |
| 11                                            | 1960 detalii | Austria          | · Ungaria | 2–1 | · România | · Portugalia | 2–1 | · Austria |
| 12                                            | 1961 detalii | Portugal         | · Portugalia | 4–0 | · Polonia | · Germania de Vest | 2–1 | · Spania |
| 13                                            | 1962 detalii | Romania          | · România | 4–1 | · Iugoslavia | · Cehoslovacia | 1–1 Czechoslovakia a câștigat prin tragere la sorți | · Turcia |
| 14                                            | 1963 detalii | England          | · Anglia | 4–0 | · Irlanda de Nord | · Scoția | 4–2 | Bulgaria |
| 15                                            | 1964 detalii | Netherlands      | · Anglia | 4–0 | · Spania | · Portugalia | 3–2 | · Scoția |
| 16                                            | 1965 detalii | West Germany     | · Germania de Est | 3–2 | · Anglia | · Cehoslovacia | 4–1 | · Italia |
| 17                                            | 1966 detalii | Yugoslavia       | · Italia & · Uniunea Sovietică | 0–0 | Title was shared | · Iugoslavia | 2–0 | · Spania |
| 18                                            | 1967 detalii | Turkey           | · Uniunea Sovietică | 1–0 | · Anglia | · Turcia | 1–1 Turkey a câștigat prin tragere la sorți | · Franța |
| 19                                            | 1968 detalii | France           | · Cehoslovacia | 2–1 | · Franța | · Portugalia | 4–2 | · Bulgaria |
| 20                                            | 1969 detalii | East Germany     | · Bulgaria | 1–1 Bulgaria a câștigat prin tragere la sorți | · Germania de Est | · Uniunea Sovietică | 1–0 | · Scoția |
| 21                                            | 1970 detalii | Scotland         | · Germania de Est | East Germany a câștigat prin tragere la sorți | · Țările de Jos | · Scoția | 2–0 | · Franța |
| 22                                            | 1971 detalii | Czechoslovakia   | · Anglia | 3–0 | · Portugalia | · Germania de Est | 1–1 5–3 d.l.d. | · Uniunea Sovietică |
| 23                                            | 1972 detalii | Spain            | · Anglia | 2–0 | · Germania de Vest | · Polonia | 0–0 6–5 d.l.d. | · Spania |
| 24                                            | 1973 detalii | Italy            | · Anglia | 3–2 d.p. | · Germania de Est | · Italia | 1–0 | · Bulgaria |
| 25                                            | 1974 detalii | Sweden           | · Bulgaria | 1–0 | · Iugoslavia | · Scoția | 1–0 | · Grecia |
| 26                                            | 1975 detalii | Switzerland      | · Anglia | 1–0 d.p. | · Finlanda | · Ungaria | 2–2 Format:Pen. | · Turcia |
| 27                                            | 1976 detalii | Hungary          | · Uniunea Sovietică | 1–0 | · Ungaria | · Spania | 3–0 | · Franța |
| 28                                            | 1977 detalii | Belgium          | · Belgia | 2–1 | · Bulgaria | · Uniunea Sovietică | 7–2 | · Germania de Vest |
| 29                                            | 1978 detalii | Poland           | · Uniunea Sovietică | 3–0 | · Iugoslavia | · Polonia | 3–1 | · Scoția |
| 30                                            | 1979 detalii | Austria          | · Iugoslavia | 1–0 | · Bulgaria | · Anglia | 0–0 4–3 d.l.d. | · Franța |
| 31                                            | 1980 detalii | East Germany     | · Anglia | 2–1 | · Polonia | · Italia | 3–0 | · Țările de Jos |
| 1981–2001: Campionatul European UEFA Under-18 |              |                  | | | | | | |
| 32                                            | 1981 detalii | West Germany     | · Germania de Vest | 1–0 | · Polonia | · Franța | 1–1 2–0 d.l.d. | · Spania |
| 33                                            | 1982 detalii | Finland          | · Scoția | 3–1 | · Cehoslovacia | · Uniunea Sovietică | 3–1 | · Polonia |
| 34                                            | 1983 detalii | England          | · Franța | 1–0 | · Cehoslovacia | · Anglia | 1–1 4–2 d.l.d. | · Italia |
| 35                                            | 1984 detalii | Soviet Union     | · Ungaria | 0–0 3–2 d.l.d. | · Uniunea Sovietică | · Polonia | 2–1 | · Irlanda |
| 36                                            | 1986 detalii | Yugoslavia       | · Germania de Est | 3–1 | · Italia | · Germania de Vest | 1–0 | · Scoția |
| 37                                            | 1988 detalii | Czechoslovakia   | · Uniunea Sovietică | 3–1 d.p. | · Portugalia | · Germania de Est | 2–0 | · Spania |
| 38                                            | 1990 detalii | Hungary          | · Uniunea Sovietică | 0–0 4–2 d.l.d. | · Portugalia | · Spania | 1–0 | · Anglia |
| 39                                            | 1992 detalii | Germany          | · Turcia | 2–1 d.p. | · Portugalia | · Norvegia | 1–1 8–7 d.l.d. | · Anglia |
| 40                                            | 1993 detalii | England          | · Anglia | 1–0 | · Turcia | · Spania | 2–1 | · Portugalia |
| 41                                            | 1994 detalii | Spain            | · Portugalia | 1–1 4–1 d.l.d. | · Germania | · Spania | 5–2 | · Țările de Jos |
| 42                                            | 1995 detalii | Greece           | · Spania | 4–1 | · Italia | · Grecia | 5–0 | · Țările de Jos |
| 43                                            | 1996 detalii | France           | · Franța | 1–0 | · Spania | · Anglia | 3–2 d.p. | · Belgia |
| 44                                            | 1997 detalii | Iceland          | · Franța | 1–0 d.p. | · Portugalia | · Spania | 2–1 | · Irlanda |
| 45                                            | 1998 detalii | Cyprus           | · Irlanda | 1–1 4–3 d.l.d. | · Germania | · Croația | 0–0 5–4 d.l.d. | · Portugalia |
| 46                                            | 1999 detalii | Sweden           | · Portugalia | 1–0 | · Italia | · Irlanda | 1–0 | · Grecia |
| 47                                            | 2000 detalii | Germany          | · Franța | 1–0 | · Ucraina | · Germania | 3–1 | · Cehia |
| 48                                            | 2001 detalii | Finland          | · Polonia | 3–1 | · Cehia | · Spania | 6–2 | · Iugoslavia |
| Din 2002: Campionatul European UEFA Under-19  |              |                  | | | | | | |
| 49                                            | 2002 detalii | Norway           | · Spania | 1–0 | · Germania | · Slovacia | 2–1 | · Irlanda |
| 50                                            | 2003 detalii | Liechtenstein    | · Italia | 2–0 | · Portugalia | Austria and Czech Republic | Austria and Czech Republic | Austria and Czech Republic |
| 51                                            | 2004 detalii | Switzerland      | · Spania | 1–0 | · Turcia | Switzerland and Ukraine | Switzerland and Ukraine | Switzerland and Ukraine |
| 52                                            | 2005 detalii | Northern Ireland | · Franța | 3–1 | · Anglia | Germany and Serbia and Montenegro | Germany and Serbia and Montenegro | Germany and Serbia and Montenegro |
| 53                                            | 2006 detalii | Poland           | · Spania | 2–1 | · Scoția | Austria and Czech Republic | Austria and Czech Republic | Austria and Czech Republic |
| 54                                            | 2007 detalii | Austria          | · Spania | 1–0 | · Grecia | France and Germany | France and Germany | France and Germany |
| 55                                            | 2008 detalii | Czech Republic   | · Germania | 3–1 | · Italia | Czech Republic and Hungary | Czech Republic and Hungary | Czech Republic and Hungary |
| 56                                            | 2009 detalii | Ukraine          | · Ucraina | 2–0 | · Anglia | France and Serbia | France and Serbia | France and Serbia |
| 57                                            | 2010 detalii | France           | · Franța | 2–1 | · Spania | Croatia and England | Croatia and England | Croatia and England |
| 58                                            | 2011 Detalii | Romania          | · Spania | 3–2 d.p. | · Cehia | Republic of Ireland and Serbia | Republic of Ireland and Serbia | Republic of Ireland and Serbia |
| 59                                            | 2012 detalii | Estonia          | · Spania | 1–0 | · Grecia | England and France | England and France | England and France |
| 60                                            | 2013 detalii | Lithuania        | · Serbia | 1–0 | · Franța | Portugal and Spain | Portugal and Spain | Portugal and Spain |
| 61                                            | 2014 detalii | Hungary          | · Germania | 1–0 | · Portugalia | Austria and Serbia | Austria and Serbia | Austria and Serbia |
| 62                                            | 2015 detalii | Greece           | · Spania | 2–0 | · Rusia | France and Greece | France and Greece | France and Greece |
| 63                                            | 2016 detalii | Germany          | · Franța | 4–0 | · Italia | England and Portugal | England and Portugal | England and Portugal |
| 64                                            | 2017 detalii | Georgia          | · Anglia | 2–1 | · Portugalia | Czech Republic and Netherlands | Czech Republic and Netherlands | Czech Republic and Netherlands |
| 65                                            | 2018 detalii | Finland          | · Portugalia | 4–3 d.p. | · Italia | France and Ukraine | France and Ukraine | France and Ukraine |
| 66                                            | 2019 detalii | Armenia          | · Spania | 2–0 | · Portugalia | France and Republic of Ireland | France and Republic of Ireland | France and Republic of Ireland |
| -                                             | 2020 detalii | Northern Ireland | Anulat din cauza pandemiei COVID-19 | Anulat din cauza pandemiei COVID-19 | Anulat din cauza pandemiei COVID-19 | Anulat din cauza pandemiei COVID-19 | Anulat din cauza pandemiei COVID-19 | Anulat din cauza pandemiei COVID-19 |
| -                                             | 2021 detalii | Romania          | Anulat din cauza pandemiei COVID-19 | Anulat din cauza pandemiei COVID-19 | Anulat din cauza pandemiei COVID-19 | Anulat din cauza pandemiei COVID-19 | Anulat din cauza pandemiei COVID-19 | Anulat din cauza pandemiei COVID-19 |
| 67                                            | 2022 detalii | Slovakia         | · Anglia | 3–1 d.p. | · Israel | France and Italy | France and Italy | France and Italy |
| 68                                            | 2023 detalii | Malta            | · Italia | 1–0 | · Portugalia | Norway and Spain | Norway and Spain | Norway and Spain |
| 69                                            | 2024 detalii | Northern Ireland | · Spania | 2–0 | · Franța | Italy and Ukraine | Italy and Ukraine | Italy and Ukraine |
| 70                                            | 2025 detalii | Romania          | · Țările de Jos | 1–0 | · Spania | ROU and GER | ROU and GER | ROU and GER |
| 71                                            | 2026 detalii | Wales            | | | | | | |
| 72                                            | 2027 detalii | Israel           | | | | | | |

## Numărul de titluri pe selecționate
| Echipa                    | Titluri                                                                     | Vicecampioni                                                    | Locul 3 | Locul 4 | Semi-finaliști | Total (Primii patru) |
| ------------------------- | --------------------------------------------------------------------------- | --------------------------------------------------------------- | ------- | ------- | -------------- | -------------------- |
| Spania                    | 12 (1952, 1954, 1995, 2002, 2004, 2006, 2007, 2011, 2012, 2015, 2019, 2024) | 5 (1957, 1964, 1996, 2010, 2025)                                | 6       | 6       | 1              | 30                   |
| Anglia                    | 11 (1948, 1963, 1964, 1971, 1972, 1973, 1975, 1980, 1993, 2017, 2022)       | 5 (1958, 1965, 1967, 2005, 2009)                                | 3       | 3       | 3              | 25                   |
| Franța                    | 8 (1949, 1983, 1996, 1997, 2000, 2005, 2010, 2016)                          | 4 (1950, 1968, 2013, 2024)                                      | 3       | 4       | 7              | 26                   |
| Rusia · Uniunea Sovietică | 6 (1966*, 1967, 1976, 1978, 1988, 1990)                                     | 2 (1984, 2015)                                                  | 3       | 1       |                | 12                   |
| Portugalia                | 4 (1961, 1994, 1999, 2018)                                                  | 10 (1971, 1988, 1990, 1992, 1997, 2003, 2014, 2017, 2019, 2023) | 3       | 2       | 2              | 21                   |
| Italia                    | 4 (1958, 1966*, 2003, 2023)                                                 | 7 (1959, 1986, 1995, 1999, 2008, 2016, 2018)                    | 3       | 3       | 2              | 19                   |
| Serbia · Iugoslavia       | 3 (1951, 1979, 2013)                                                        | 4 (1953, 1962, 1974, 1978)                                      | 1       | 1       | 4              | 13                   |
| Bulgaria                  | 3 (1959, 1969, 1974)                                                        | 2 (1977, 1979)                                                  |         | 3       |                | 8                    |
| Ungaria                   | 3 (1953, 1960, 1984)                                                        | 1 (1976)                                                        | 2       |         | 1              | 7                    |
| Germania de Est           | 3 (1965, 1970, 1986)                                                        | 2 (1969, 1973)                                                  | 2       | 1       |                | 8                    |
| Germania                  | 3 (1981, 2008, 2014)                                                        | 5 (1954, 1972, 1994, 1998, 2002)                                | 3       | 1       | 3              | 15                   |
| Austria                   | 2 (1950, 1957)                                                              | 1 (1951)                                                        | 1       | 1       | 3              | 8                    |
| Cehia                     | 1 (1968)                                                                    | 4 (1982, 1983, 2001, 2011)                                      | 2       | 1       | 4              | 12                   |
| Polonia                   | 1 (2001)                                                                    | 3 (1961, 1980, 1981)                                            | 3       | 1       |                | 8                    |
| Țările de Jos             | 1 (2025)                                                                    | 3 (1948, 1949, 1970)                                            | 1       | 3       | 1              | 9                    |
| Turcia                    | 1 (1992)                                                                    | 2 (1993, 2004)                                                  | 2       | 3       |                | 8                    |
| Slovacia                  | 1 (1968)                                                                    | 2 (1982, 1983)                                                  | 1       |         |                | 4                    |
| Scoția                    | 1 (1982)                                                                    | 1 (2006)                                                        | 3       | 4       |                | 9                    |
| Belgia                    | 1 (1977)                                                                    | 1 (1952)                                                        | 3       | 1       |                | 6                    |
| România                   | 1 (1962)                                                                    | 1 (1960)                                                        |         | 1       | 1              | 4                    |
| Ucraina                   | 1 (2009)                                                                    | 1 (2000)                                                        |         |         | 3              | 5                    |
| Irlanda                   | 1 (1998)                                                                    |                                                                 | 1       | 3       | 2              | 7                    |
| Grecia                    |                                                                             | 2 (2007, 2012)                                                  | 1       | 2       | 1              | 6                    |
| Irlanda de Nord           |                                                                             | 1 (1963)                                                        |         | 2       |                | 3                    |
| Finlanda                  |                                                                             | 1 (1975)                                                        |         |         |                | 1                    |
| Israel                    |                                                                             | 1 (2022)                                                        |         |         |                | 1                    |
| Croația                   |                                                                             |                                                                 | 1       |         | 1              | 2                    |
| Norvegia                  |                                                                             |                                                                 | 1       |         | 1              | 2                    |
| Argentina                 |                                                                             |                                                                 | 1       |         |                | 1                    |
| Luxemburg                 |                                                                             |                                                                 |         | 1       |                | 1                    |
| Elveția                   |                                                                             |                                                                 |         |         | 1              | 1                    |
| Total (69)                | 69                                                                          | 67                                                              | 50      | 48      | 38             | 272                  |

Note: 

1954 Locul 3  Argentina. 
 1957 Locul 3  împărțit între  Italia și  Franța.
 1966 Titlu împărțit între  Italia și  Uniunea Sovietică.